# Гендорф
Гендорф (нім. Höhndorf) — громада в Німеччині, розташована в землі Шлезвіг-Гольштейн. Входить до складу району Плен. Складова частина об'єднання громад Пробстай.
Площа — 5,63 км2. Населення становить 463 ос. (станом на 31 грудня 2020).